# Mons Bassouamina
Mons Bassouamina (Gonesse, 28 maggio 1998) è un calciatore francese naturalizzato congolese (Repubblica del Congo), attaccante del Pafos e della nazionale congolese.

## Carriera

### Club
Cresciuto nel settore giovanile del Nancy, debutta in prima squadra il 3 agosto 2018, in occasione dell'incontro di Ligue 2 perso per 2-0 contro il Paris FC. Nel gennaio 2019 viene ceduto in prestito al Boulogne, in terza divisione, fino al termine della stagione. Nel 2021 viene acquistato a titolo definitivo dal Bastia-Borgo, club di terza divisione. Nel 2022 si trasferisce al Pau, militante in Ligue 2.

### Nazionale
Tra il 2015 e il 2016 ha fatto parte della rosa della nazionale francese Under-18.
Il 25 marzo 2022 ha esordito con la nazionale congolese, disputando l'amichevole persa per 3-1 contro lo Zambia.

## Statistiche

### Presenze e reti nei club
Statistiche aggiornate al 24 marzo 2023.
| Stagione        | Squadra         | Campionato      | Campionato | Campionato | Coppe nazionali | Coppe nazionali | Coppe nazionali | Coppe continentali | Coppe continentali | Coppe continentali | Altre coppe | Altre coppe | Altre coppe | Totale | Totale |
| Stagione        | Squadra         | Comp            | Pres       | Reti       | Comp            | Pres            | Reti            | Comp               | Pres               | Reti               | Comp        | Pres        | Reti        | Pres   | Reti   |
| --------------- | --------------- | --------------- | ---------- | ---------- | --------------- | --------------- | --------------- | ------------------ | ------------------ | ------------------ | ----------- | ----------- | ----------- | ------ | ------ |
| 2015-2016       | Nancy 2         | CFA2            | 18         | 4          |                 | -               | -               |                    | -                  | -                  |             | -           | -           | 18     | 4      |
| 2016-2017       | Nancy 2         | CFA2            | 16         | 4          |                 | -               | -               |                    | -                  | -                  |             | -           | -           | 16     | 4      |
| 2017-2018       | Nancy 2         | N3              | 28         | 11         |                 | -               | -               |                    | -                  | -                  |             | -           | -           | 28     | 11     |
| 2018-gen. 2019  | Nancy 2         | N3              | 3          | 0          |                 | -               | -               |                    | -                  | -                  |             | -           | -           | 3      | 0      |
| 2018-gen. 2019  | Nancy           | L2              | 11         | 0          | CF+CdL          | 0+2             | 0+2             |                    | -                  | -                  |             | -           | -           | 13     | 2      |
| gen.-giu. 2019  | Boulogne 2      | N3              | 1          | 0          |                 | -               | -               |                    | -                  | -                  |             | -           | -           | 1      | 0      |
| gen.-giu. 2019  | Boulogne        | N               | 14         | 0          | CF              | -               | -               |                    | -                  | -                  |             | -           | -           | 14     | 0      |
| 2019-2020       | Nancy 2         | N3              | 2          | 1          |                 | -               | -               |                    | -                  | -                  |             | -           | -           | 2      | 1      |
| Totale Nancy 2  | Totale Nancy 2  | Totale Nancy 2  | 67         | 20         |                 | -               | -               |                    | -                  | -                  |             | -           | -           | 67     | 20     |
| 2019-2020       | Nancy           | L2              | 1          | 0          | CF+CdL          | 0               | 0               |                    | -                  | -                  |             | -           | -           | 1      | 0      |
| 2020-2021       | Nancy           | L2              | 0          | 0          | CF              | 1               | 0               |                    | -                  | -                  |             | -           | -           | 1      | 0      |
| Totale Nancy    | Totale Nancy    | Totale Nancy    | 12         | 0          |                 | 3               | 2               |                    | -                  | -                  |             | -           | -           | 15     | 2      |
| 2021-2022       | Bastia-Borgo    | N               | 32         | 9          | CF              | 2               | 0               |                    | -                  | -                  |             | -           | -           | 34     | 9      |
| 2022-2023       | Pau             | L2              | 24         | 5          | CF              | 3               | 2               |                    | -                  | -                  |             | -           | -           | 27     | 7      |
| Totale carriera | Totale carriera | Totale carriera | 150        | 34         |                 | 8               | 4               |                    | -                  | -                  |             | -           | -           | 158    | 38     |

### Cronologia presenze e reti in nazionale
| Cronologia completa delle presenze e delle reti in nazionale ― Rep. del Congo | Cronologia completa delle presenze e delle reti in nazionale ― Rep. del Congo | Cronologia completa delle presenze e delle reti in nazionale ― Rep. del Congo | Cronologia completa delle presenze e delle reti in nazionale ― Rep. del Congo | Cronologia completa delle presenze e delle reti in nazionale ― Rep. del Congo | Cronologia completa delle presenze e delle reti in nazionale ― Rep. del Congo | Cronologia completa delle presenze e delle reti in nazionale ― Rep. del Congo | Cronologia completa delle presenze e delle reti in nazionale ― Rep. del Congo |
| Data                                                                          | Città                                                                         | In casa                                                                       | Risultato                                                                     | Ospiti                                                                        | Competizione                                                                  | Reti                                                                          | Note                                                                          |
| ----------------------------------------------------------------------------- | ----------------------------------------------------------------------------- | ----------------------------------------------------------------------------- | ----------------------------------------------------------------------------- | ----------------------------------------------------------------------------- | ----------------------------------------------------------------------------- | ----------------------------------------------------------------------------- | ----------------------------------------------------------------------------- |
| 25-3-2022                                                                     | Adalia                                                                        | Zambia                                                                        | 3 – 1                                                                         | Rep. del Congo                                                                | Amichevole                                                                    | -                                                                             | 78’                                                                           |
| 23-3-2023                                                                     | Brazzaville                                                                   | Rep. del Congo                                                                | 1 – 2                                                                         | Sudan del Sud                                                                 | Qual. Coppa d'Africa 2023                                                     | -                                                                             | 61’                                                                           |
| 27-3-2023                                                                     | Dar-es-Salaam                                                                 | Sudan del Sud                                                                 | 0 – 1                                                                         | Rep. del Congo                                                                | Qual. Coppa d'Africa 2023                                                     | -                                                                             | 76’                                                                           |
| 18-6-2023                                                                     | Brazzaville                                                                   | Rep. del Congo                                                                | 0 – 2                                                                         | Mali                                                                          | Qual. Coppa d'Africa 2023                                                     | -                                                                             | 70’                                                                           |
| 17-11-2023                                                                    | Ndola                                                                         | Zambia                                                                        | 4 – 2                                                                         | Rep. del Congo                                                                | Amichevole                                                                    | 1                                                                             | 81’                                                                           |
| 25-3-2024                                                                     | Chambly                                                                       | Gabon                                                                         | 1 – 1                                                                         | Rep. del Congo                                                                | Amichevole                                                                    | 1                                                                             | 88’                                                                           |
| 11-6-2024                                                                     | Agadir                                                                        | Marocco                                                                       | 6 – 0                                                                         | Rep. del Congo                                                                | Qual. Mondiali 2026                                                           | -                                                                             | 66’                                                                           |
| 5-9-2024                                                                      | Brazzaville                                                                   | Rep. del Congo                                                                | 1 – 0                                                                         | Sudan del Sud                                                                 | Qual. Coppa d'Africa 2025                                                     | -                                                                             | 87’                                                                           |
| 9-9-2024                                                                      | Kampala                                                                       | Uganda                                                                        | 2 – 0                                                                         | Rep. del Congo                                                                | Qual. Coppa d'Africa 2025                                                     | -                                                                             | 59’                                                                           |
| 11-10-2024                                                                    | Port Elizabeth                                                                | Sudafrica                                                                     | 5 – 0                                                                         | Rep. del Congo                                                                | Qual. Coppa d'Africa 2025                                                     | -                                                                             | 59’                                                                           |
| 15-10-2024                                                                    | Brazzaville                                                                   | Rep. del Congo                                                                | 1 – 1                                                                         | Sudafrica                                                                     | Qual. Coppa d'Africa 2025                                                     | 1                                                                             | 79’                                                                           |
| 14-11-2024                                                                    | Juba                                                                          | Sudan del Sud                                                                 | 3 – 2                                                                         | Rep. del Congo                                                                | Qual. Coppa d'Africa 2025                                                     | -                                                                             | 57’                                                                           |
| 19-11-2024                                                                    | Brazzaville                                                                   | Rep. del Congo                                                                | 0 – 1                                                                         | Uganda                                                                        | Qual. Coppa d'Africa 2025                                                     | -                                                                             | 62’                                                                           |
| Totale                                                                        |                                                                               | Presenze                                                                      | 13                                                                            |                                                                               | Reti                                                                          | 3                                                                             |                                                                               |

## Palmarès

### Individuale
- Capocannoniere della Coupe de la Ligue: 1

2018-2019 (2 reti, alla pari con altri 15 giocatori)